# Patrick Scholtze
Patrick Scholtze (1963) is een Nederlands televisieproducent.
Scholtze werkte na zijn opleiding aan de Academie voor de Journalistiek in Tilburg bij diverse televisieomroepen, eerst bij de AVRO en TROS en van 1989 tot 2005 achtereenvolgens bij John de Mol Produkties, Endemol Nederland en Endemol Holding. Hij begon er als uitvoerend producent en werd hoofd Entertainment en later creatief directeur. Hij is op 1 februari 2011 in dienst getreden van Talpa Media, tot 1 januari 2016 in de functie van Creatief Directeur en nadien in de functie van Creative Director (CD).
Scholtze werd in 2017 op straat gezet door De Mol. Het was het begin van een slepende strijd tussen de twee. Scholtze wist via de rechter af te dwingen dat hij kon terugkeren bij het bedrijf en nog twee bonussen van in totaal 850.000 euro kon ontvangen. De kantonrechter heeft echter op 14 maart 2019 de ontbinding van de arbeidsovereenkomst uitgesproken per 1 juni 2019. Het verzoek om toekenning van een billijke vergoeding is toegewezen tot een bedrag van bruto € 1.026.449,08. Tegen deze uitspraak is Talpa Media in hoger beroep gegaan. Volgens het hof heeft Talpa na de eerste schorsing niet ernstig verwijtbaar gehandeld en hoefde de ontslagvergoeding niet betaald te worden. Scholtze moet netto 492.696 euro terugbetalen aan Talpa.
Als producent en creatief directeur stond hij aan de wieg van vele televisieprogramma's, zoals All You Need Is Love, Big Brother, De Gouden Kooi, Het gevoel van... en de Staatsloterijshow. Hij was ook de drijvende kracht achter veel van de programma's van Robert ten Brink.
Alles bij elkaar stonden Scholtze en De Mol, over een periode van bijna 2 jaar, 8 keer tegenover elkaar voor verschillende rechtbanken inclusief deze laatste procedure bij de Hoge Raad over de ontslagvergoeding.
5 keer werd Scholtze echter door diverse rechters wél in het gelijk gesteld en moest De Mol alsnog ruim anderhalf miljoen euro betalen aan bonussen waar hij contractueel recht op had, maar die de mediamagnaat weigerde te betalen omdat hij Scholtze, na al die jaren samenwerken, ‘een slap hap’ vond. Daar gingen de rechters dus niet in mee. Nog een laatste tranche van anderhalf miljoen euro waar de voormalige rechterhand óók recht op zou hebben heeft De Mol nooit betaald. Het is onduidelijk of hierover nog procedures lopen.
In diverse media is er spraken geweest van een boek dat Scholtze zou schrijven over de bijna dertigjarige samenwerking met de miljardair. Of en wanneer het boek uitkomt is niet bekend. De veelzeggende werktitel is, ‘Dertig jaar in het hol van de mol’.